# جون أنطون
جون أنطون (19 سبتمبر 1926 - ) (بالإنجليزية: John Anton)‏ هو لاعب كريكت بريطاني.

## وصلات خارجية
- جون أنطون على موقع إي آس بي آن كريك إنفو (الإنجليزية)